# Drymonia nigroramosa
Drymonia nigroramosa är en fjärilsart som beskrevs av Hugo Theodor Christoph 1893. Drymonia nigroramosa ingår i släktet Drymonia och familjen tandspinnare. Inga underarter finns listade i Catalogue of Life.